# والریا کاوالی
والریا کاوالی (ایتالیایی: Valeria Cavalli؛ زادهٔ ۱ نوامبر ۱۹۵۹) بازیگر اهل ایتالیا‌ست.
از فیلم‌هایی که در آن نقش داشته می‌توان به خانه‌ای با راه پله تاریک، پاپ ژان پل دوم، گذشته و کَـمِـلوت اشاره کرد.